# Tony Newman
Tony Newman est un batteur britannique né le 17 mars 1943 à Southampton.

## Biographie
Durant la première moitié des années 1960, Tony Newman fait partie du groupe instrumental Sounds Incorporated (en) qui accompagne plusieurs artistes américains en tournée au Royaume-Uni, parmi lesquels Gene Vincent, Little Richard, Jerry Lee Lewis, Brenda Lee et Sam Cooke.
Par la suite, il travaille avec le Jeff Beck Group en 1969, puis avec les power trios May Blitz (en) (1970-1971) et Three Man Army (en) (1973-1974) ou encore avec le groupe Boxer (en) (1976). En tant que musicien de studio, il a notamment joué avec David Bowie sur l'album Diamond Dogs et lors du Diamond Dogs Tour.

## Discographie

### Comme membre d'un groupe
- 1969 : Beck-Ola du Jeff Beck Group
- 1970 : May Blitz (en) de May Blitz (en)
- 1971 : The 2nd of May (en) de May Blitz (en)
- 1973 : Mahesha de Three Man Army (en)
- 1974 : Three Man Army Two de Three Man Army (en)
- 1976 : Below the Belt de Boxer (en)
- 1979 : Bloodletting de Boxer (en)

### Comme musicien de studio
- 1969 : Is This What You Want? (en) de Jackie Lomax
- 1969 : Barabajagal de Donovan ?
- 1971 : Keep America Beautiful, Get a Haircut de Ray Fenwick
- 1972 : Home Is Where You Find It d'Eddie Hardin
- 1973 : Headroom d'Allan Clarke
- 1973 : Minstrel in Flight de Roger Cook (en)
- 1973 : Good to Be Alive de Long John Baldry
- 1973 : Comin' Atcha de Madeline Bell (en)
- 1974 : Diamond Dogs de David Bowie
- 1974 : David Live de David Bowie
- 1974 : Allan Clarke d'Allan Clarke
- 1975 : Play Don't Worry de Mick Ronson
- 1975 : Plant Life de Herbie Flowers
- 1975 : Back to the Night (en) de Joan Armatrading
- 1976 : Yes We Have No Mañanas (So Get Your Mañanas Today) de Kevin Ayers
- 1977 : Dandy in the Underworld de T. Rex
- 1978 : Northwinds de David Coverdale
- 1978 : Snakebite de Whitesnake
- 1979 : Naked Child de Lee Clayton (en)
- 1979 : Guitar Graffiti de Chris Spedding
- 1984 : Aimless Love (en) de John Prine
- 1986 : A Crystal Christmas de Crystal Gayle
- 1996 : Wind It On Up de Pat McLaughlin (en)